# Morning Wind〜音楽の森
『Morning Wind〜音楽の森』（モーニングウィンド おんがくのもり）は、JRNの一部の系列局で2002年10月から2009年4月5日まで放送されていた音楽番組。パーソナリティは水森かおり。
TBSと日音の関連会社である日音プランニングが制作を担当。『いすゞ歌うヘッドライト〜コックピットのあなたへ〜』の雰囲気を踏襲し、水森自身の持ち歌とトーク、演歌・歌謡曲で構成されていた。

## ネット局（2009年4月5日終了時点）
放送開始当初はTBSラジオをキーステーションに十数局ネットで放送されていた。2004年3月にTBSラジオでの放送が終了し、同年4月から2009年4月までは裏送り番組となっていた。

### 5時から6時まで
- ABS 秋田放送
- CBC 中部日本放送
- BSS 山陰放送

### 5時から5時半まで
- RAB 青森放送
- YBC 山形放送
- YBS 山梨放送
- KNB 北日本放送
- KRY 山口放送
- RKB RKB毎日放送

### 5時半から6時まで
- RNB 南海放送
- RKC 高知放送（2007年10月より時間短縮）

| TBSラジオ 日曜日 朝4時台             | TBSラジオ 日曜日 朝4時台 | TBSラジオ 日曜日 朝4時台 |
| 前番組                               | 番組名                   | 次番組                   |
| ------------------------------------ | ------------------------ | ------------------------ |
| ロック魂 ※3:00-5:00（1時間繰り上げ） | Morning Wind〜音楽の森   | あなたへモーニングコール |

| JRN系列 日曜日 朝5時台   | JRN系列 日曜日 朝5時台 | JRN系列 日曜日 朝5時台            |
| 前番組                   | 番組名                 | 次番組                            |
| ------------------------ | ---------------------- | --------------------------------- |
| 榎さんのおはようサンデー | Morning Wind〜音楽の森 | 松本ともこ ミュージック・チャーム |